# Dreamwave Productions
Dreamwave Productions var ett kanadensiskt serieförlag som bildades 1996, och främst är känt för sina serier baserade på Transformers. Företaget stängde igen dörrarna den 4 januari 2005.

## Lista över Dreamwave-serier

### Originalserier
- Arkanium
- Darkminds Volume 1: Paradox
- Darkminds Volume 2
- Darkminds Volume 3: Macropolis
- Darkminds Volume 4: Macropolis Vol. 2
- Echo
- Fate of the Blade
- NecroWar
- Neon Cyber (Utspelar sig i samma fiktiva universum som Darkminds)
- Sandscape
- Shidima (Utspelar sig i samma fiktiva universum som Warlands)
- Warlands Volume 1: Darklyte
- Warlands Volume 2: Atrelegis
- Warlands Volume 3: Age of Ice
- Warlands Special Three Stories
- Warlands: Warlords Chronicles, Volume 1
- Warlands Volume 4: Dark Tide Rising
- Warlands: Banished Knights

### Licenserade serier
- Duel Masters (avbröts efter nummer 8)
- Devil May Cry (bankrutt före utgivning och TPB)
- Killzone (bankrutt före nummer 1)
- Mega Man (avbröts efter nummer 4)
- Teenage Mutant Ninja Turtles (avbröts efter nummer 7)[2]
- Transformers: Generation 1: Prime Directive
- Transformers: Generation 1: War and Peace (vol. 2)
- Transformers: The War Within
- Transformers: The War Within: The Dark Ages (vol. 2)
- Transformers: The War Within: The Age of Wrath (vol. 3; avbröts efter nummer 3)
- Transformers: Micromasters
- Transformers/G.I. Joe
- Transformers/G.I. Joe II: Divided Front (avbröts efter nummer 1)
- Transformers: More Than Meets The Eye (rollfigurprofil-serie)
- Transformers: Summer Special (tänkt att vara oregelbundet utgiven miniserie, bara ett nummer publicerades)
- Transformers: Generation 1 (vol. 3, regelbundet utgiven serie; avbröts efter nummer 10)
- Transformers: Armada, senare Transformers: Energon (avbröts efter nummer 30)
- Xevoz
- Metroid Prime, serie, debuterade i Nintendo Power

### Fotnoter
1. ↑  hämtat från: engelskspråkiga Wikipedia.[källa från Wikidata]
2. ↑  ”Teenage Mutant Ninja Turtles #1” (på engelska). Comicvine. 11 mars 2003. http://www.comicvine.com/teenage-mutant-ninja-turtles/4050-35309/. Läst 26 november 2015.